# Kurt "Røde" Hansen
Kurt "Røde" Hansen (født 2. august 1951) er Nakskov Boldklubs første A-landsholdsspiller. Han opnåede 7 landskampe og scorede 1 mål. Kurt Hansen spillede også en årrække i B 1901 fra Nykøbing Falster. Kurt Hansen er i dag bestyrer for Ravnsborg hallerne i Horslunde på Lolland.[kilde mangler]